# Naked Weapon
Naked Weapon - 赤裸特工 (tên gọi thông dụng ở Việt Nam là Sống còn hoặc Vũ khí khêu gợi) là một bộ phim hành động kinh dị Hồng Kông năm 2002 được đạo diễn bởi Trình Tiểu Đông và có sự tham gia của Maggie Q, Anya Wu và Ngô Ngạn Tổ.

## Nội dung
Như một loại virus truyền nhiễm bí mật, những bé gái đẹp và khỏe mạnh trên khắp thế giới đột nhiên biến mất từng người từng người một. Kẻ đứng sau vụ bắt cóc này chính là một phụ nữ có âm mưu đào tạo chúng thành những sát thủ chuyên nghiệp. Bộ phim bắt đầu với một vụ giết người kỳ lạ, thủ phạm là một cô gái đẹp còn vũ khí giết người chỉ là đôi bàn tay mảnh dẻ. Hoàn thành nhiệm vụ, nữ sát thủ tìm đường chạy thoát nhưng bị trúng đạn. CIA đã đánh hơi ra vụ việc và xuất hiện kịp thời, nhưng bà trùm đã nhanh chân hơn một bước, ra tay giết nữ sát thủ để diệt khẩu. Người đứng đầu tổ chức giết thuê đang làm Cơ quan Tình báo Trung ương phải đau đầu chính là Madam M (Almen Wong). Sau khi tiêu diệt “vũ khí bí mật” của mình, bà phải mở cuộc tuyển chọn mới, đó là lý do tại sao những bé gái khắp nơi trên thế giới bắt đầu biến mất. Đặc điểm chung của những bé gái này là tuổi từ 13 đến 14, giỏi thể thao, ngoại hình xinh xắn.
Tất cả bé gái được bí mật đưa đến một hòn đảo, tập trung rèn luyện trong lò đào tạo sát thủ của Madam M. Ở đó, chúng học võ, luyện thể lực, làm quen với vũ khí hiện đại, trau dồi hiểu biết xã hội và học cách trở nên tàn nhẫn. Sau mỗi bài thi, số “học viên” giảm một nửa, cho đến vòng cuối cùng chỉ còn Jing (Lý Phi), Charlene Ching (Maggie Q) và Katherine "Katt" (Anya Wu). Theo lệ, Madam M chỉ chọn một người sống sót sau cuộc chiến đấu sống còn nhưng lần này bà giữ lại cả ba. Họ ký hợp đồng năm năm với bà ta, hàng năm lãnh những khoản tiền kếch xù, đổi lại ba cô gái phải đi giết người theo lệnh của Madam M. Họ nhanh chóng trở thành những nhân vật bị cả CIA và các thế lực ngầm truy đuổi gắt gao nhất. Jack Trần (Ngô Ngạn Tổ), một đặc vụ được cử theo dõi vụ án suốt sáu năm ròng, vô tình có vụ “chạm trán” với Charlene, cả hai nảy sinh tình cảm với nhau. Nhất là sau khi Jack cứu mạng Faye Ching (Trịnh Phối Phối) - mẹ ruột cô và nữ sát thủ xinh đẹp cũng ra tay cứu anh một lần thì tình nghĩa càng trở nên sâu nặng hơn. Đã đến lúc cả Charlene và Katt kết thúc hợp đồng với Madam M bằng phi vụ cuối cùng: ám sát Ryuichi (Andrew Lin).
Ryuichi, thủ lĩnh Yakuza, thỏa thuận với Madam M để tiêu diệt một kẻ phản bội trong tổ chức của hắn. Nhiệm vụ này thật ra là cái bẫy của Ryuichi để trả thù cho cộng sự của hắn, người từng bị một sát thủ của Madam M giết chết. Ryuichi giết Madam M và bắt giữ Katt, trong khi Charlene chạy thoát thành công.
Jack đang chăm sóc Faye ở bệnh viện, Charlene gọi anh đến gặp cô ở bãi biển. Hai người đã quan hệ tình dục, sáng hôm sau Charlene để lại ghi chú nói rằng nếu họ có duyên thì sẽ gặp lại nhau. Charlene tìm cách cứu Katt, người bị giam giữ trong lớp kính chống đạn, bị tra tấn và bị giết bởi Ryuichi. Charlene và Ryuichi sau đó có trận đấu tay đôi dữ dội, cuối cùng Charlene đã giết được tên trùm người Nhật bằng kỹ thuật dùng tay không bẻ gãy xương sống của hắn.
Jack và Faye đến một ngôi chùa Trung Quốc. Faye nói đùa rằng có lẽ thần thánh chỉ là mê tín dị đoan đối với Jack. Jack trả lời rằng mặc dù anh không có tôn giáo nhưng anh thấy bình yên mỗi khi đến chùa. Faye khuyên anh nên đi chùa thường xuyên hơn. Trong khi đó Charlene đang ở một ngôi chùa khác cầu nguyện cho linh hồn Katt được an nghỉ, cô ước mình được ở bên cạnh người mình yêu, chính là Jack. Jack khẳng định có nhiều lần anh cảm thấy Charlene đang ở rất gần anh. Cuối phim Charlene đứng nhìn Jack khi anh chạy vào đám đông trên đường để tìm cô.

## Diễn viên
- Maggie Q vai Charlene Ching
- Anya Wu vai Katherine "Katt"
- Lý Phi vai Jing
- Ngô Ngạn Tổ vai Jack Trần
- Trịnh Phối Phối vai Faye Ching - mẹ Charlene
- Almen Wong vai Madam M
- Andrew Lin vai Ryuichi
- Monica Lo vai học viên sát thủ - bị Jing hiếp chết
- Renee Nichole Rommeswinkel vai Charlene lúc nhỏ
- Marit Thoresen vai Fiona Birch
- Dennis Chan vai Mr. Chan